# 千仏山駅
千仏山駅（チョンブルサンえき、朝鮮語: 천불산역）は、朝鮮民主主義人民共和国咸鏡南道栄光郡にある駅で、新興線に属する。 

## 隣の駅
新興線
豊上駅 - 千仏山駅 - 新興駅